# Родальега, Йеферсон
Йеферсон Андрес Родальега Пас (исп. Yeferson Andrés Rodallega Paz; род. 23 ноября 2000, Кали) — колумбийский футболист, защитник клуба «Атлетико Гояниенсе».

## Клубная карьера
Родальега — воспитанник клуба «Энвигадо». 10 октября 2020 года в матче против «Депортиво Перейра» он дебютировал в Кубке Мустанга. 22 июля 2023 года в поединке против «Ла Экидад» Эдгар забил свой первый гол за «Энвигадо». В 2024 году Родальега перешёл в бразильский «Атлетико Гояниенсе». 18 февраля в поединке Лиги Гояно против «Жатаинсе» Йеферсон дебютировал за основной состав. 